# ما سرباز بودیم
ما سرباز بودیم (انگلیسی: We Were Soldiers) فیلم در سبک جنگی به کارگردانی رندل والاس است که در سال ۲۰۰۲ منتشر شد.

## داستان
در سال ۱۹۵۴، سپاه اعزامی فرانسه به خاور دور و گروه متحرک شماره ۱۰۰ ارتش فرانسه که در جریان نبرد گذرگاه مانگ یانگ در حال گشت‌زنی در خلال جنگ اول هندوچین است، مورد کمین نیروهای ویت‌مین قرار می‌گیرد. فرماندهٔ ویت‌مین، نگوین هو آن، به نیروهایش دستور می‌دهد: «هرکسی را که می‌فرستند بکشید، تا دیگر نیایند.»
یازده سال بعد، در سال ۱۹۶۵، ایالات متحده درگیر جنگ ویتنام است. سرهنگ دوم هال مور از ارتش ایالات متحده برای آموزش و فرماندهی یک گردان انتخاب می‌شود. او پس از ورود به ویتنام، درمی‌یابد که یک پایگاه آمریکایی مورد حمله قرار گرفته و مأمور می‌شود با ۴۰۰ نفر از نیروهایش به‌دنبال دشمن برود و مهاجمان ویتنام شمالی را از میان بردارد، در حالی که اطلاعات موجود هیچ تصوری از شمار واقعی دشمن ندارد. مور فرماندهی یک یگان تازه‌تأسیس سواره‌نظام هوایی را بر عهده می‌گیرد و به دره یادرانگ می‌رود. پس از فرود، نیروهایش یک دیده‌بان ویتنام شمالی را اسیر می‌کنند و از او درمی‌یابند که منطقهٔ اعزام، اردوگاه اصلی یک لشکر کهنه‌کار ۴٬۰۰۰ نفری ارتش ویتنام شمالی است.
پس از رسیدن به محل با یک دستهٔ نظامی، ستوان دوم هنری هریک یک دیده‌بان دیگر دشمن را می‌بیند و به‌دنبال او می‌دود و به‌رغم تردید نیروهایش، آن‌ها را وادار به دنبال‌کردن می‌کند. دیده‌بان آن‌ها را به دام می‌اندازد؛ چندین سرباز از جمله خود هریک و زیردستانش کشته می‌شوند. باقی‌ماندهٔ دسته در محاصره قرار می‌گیرد و ارتباطشان با گردان قطع می‌شود. گروهبان سوج فرماندهی را به‌دست می‌گیرد، درخواست پشتیبانی توپخانه می‌دهد و با استفاده از تاریکی شب از یورش کامل ویتنامی‌ها به موضع دفاعی خود جلوگیری می‌کند.
در همین حال، با فرود پیاپی بالگردها و تقویت مواضع، مور پیش از آن‌که ویتنامی‌ها از نقاط ضعف استفاده کنند، کنترل منطقه را حفظ می‌کند. با وجود محاصره و کم‌بودن نیرو، آمریکایی‌ها با استفاده از توپخانه، خمپاره و تدارکات هوایی، جلوی پیشروی دشمن را می‌گیرند. در نهایت، نگوین هو آن فرمان حمله‌ای گسترده به مواضع آمریکایی‌ها را صادر می‌کند.
در آمریکا، جولیا مور، همسر هال، به چهرهٔ اصلی میان همسران نظامیان تبدیل می‌شود. ارتش برای ابلاغ خبر مرگ سربازان، رانندگان تاکسی را به‌کار می‌گیرد، اما جولیا این وظیفه را به‌عهده می‌گیرد.
در آستانهٔ درهم‌شکستن خطوط دفاعی، مور به ستوان یکم چارلی هیستینگز، افسر هدایت هوایی پیش‌رو، دستور می‌دهد تا درخواست «پیکان شکسته» دهد؛ درخواستی اضطراری برای اعزام همهٔ هواپیماهای جنگی موجود برای بمباران مواضع دشمن، حتی نزدیک به محل نیروهای خودی. هواپیماها با بمب، نارنجک آتش‌زا (ناپالم) و تیربار حمله می‌کنند و شمار زیادی از نیروهای ارتش خلق ویتنام و ویت‌کنگ را می‌کشند، اما آتش خودی نیز به کشته‌شدن چندین سرباز آمریکایی می‌انجامد. حملهٔ دشمن دفع می‌شود و باقی‌ماندهٔ دستهٔ محاصره‌شدهٔ هریک از جمله گروهبان سوج نجات می‌یابند.
نیروهای مور دوباره گرد هم می‌آیند و منطقه را تأمین می‌کنند. نگوین هو آن برای یورش نهایی آماده می‌شود و بیشتر نیروهایش را به‌سمت آمریکایی‌ها می‌فرستد، اما مور و افرادش حمله را پیش‌دستی کرده و به مقر فرماندهی دشمن نزدیک می‌شوند. پیش از آن‌که نگهبانان پایگاه بتوانند تیراندازی کنند، سرگرد بروس «اسنِیک» کرندال و دیگر بالگردهای جنگی وارد عمل می‌شوند و باقی‌ماندهٔ نیروهای دشمن را نابود می‌کنند. با پایان یافتن منابع انسانی، هو آن دستور تخلیهٔ سریع قرارگاه را صادر می‌کند.
پس از انجام مأموریت، مور به محل فرود بازمی‌گردد تا سوار بالگرد شود. او تنها پس از اطمینان از انتقال تمام سربازان کشته و زخمی، صحنه را ترک می‌کند. مدتی بعد، نگوین هو آن و سربازانش به میدان نبرد بازمی‌گردند تا اجساد کشته‌شدگان خود را جمع‌آوری کنند. او می‌گوید: «آمریکایی‌ها فکر می‌کنند این پیروزی مال آن‌هاست، پس این جنگ، جنگ آن‌ها خواهد شد.»
در پایان فیلم مشخص می‌شود که پس از خروج نیروهای آمریکایی، منطقه دوباره به دست نیروهای ویتنام شمالی افتاد. هال مور نبرد را در منطقهٔ فرود دیگری ادامه داد و پس از تقریباً یک سال، به سلامت نزد جولیا و خانواده‌اش بازگشت. فرماندهانش از او بابت کشتن بیش از ۱٬۸۰۰ نفر از سربازان ارتش خلق ویتنام و ویت‌کنگ تقدیر کردند. نسخه‌ای سال‌خورده و بازنشسته از مور به یادمان سربازان جنگ ویتنام می‌رود و به نام سربازانی که در یادرانگ جان باختند نگاه می‌کند.

## بازیگران
- مل گیبسون
- مادلین استو
- سام الیوت
- گرگ کینر
- کریس کلاین
- کری راسل
- بری پپر
- دیلن والش
- بلامی یانگ
- کلارک گرگ
- جان هام
- مارک بلوکاس
- رایان هرست